# 堪薩斯冰川
85°42′S 134°30′W / 85.700°S 134.500°W
堪薩斯冰川（英語：Kansas Glacier）是南極洲的冰川，位於瑪麗伯德地，全長46公里，流經史丹福高原，最終在布盧博冰原島峰以北注入里迪冰川，美國地質調查局根據測量和該國海軍的空中照片繪入地圖，現時由南極條約體系管理。